# Giorgio Marinelli
Giorgio Marinelli (* 28. Oktober 1922 in Florenz; † 28. März 1993 in Pisa) war ein italienischer Geologe, Petrograph und Vulkanologe. Er gilt als Begründer der modernen geothermischen Wissenschaft in Italien.

## Leben
Marinelli war der Sohn von Olinto Marinelli (1876–1926), der ein bekannter Geograph war. Er kehrte Ende des Zweiten Weltkriegs aus einem deutschen Konzentrationslager zurück. Ende 1945 kam er als Assistent nach Pisa. Nach seinem Studium der Naturwissenschaften an der Universität Florenz wechselte Marinelli als Assistenzprofessor für Mineralogie an die Universität Pisa, wo er von 1948 bis 1984 Petrographie lehrte. 1961 wurde er zum ordentlichen Professor ernannt. Seine frühe wissenschaftliche Tätigkeit konzentrierte sich hauptsächlich auf die Petrographie und Petrogenese von intrusiven und effusiven magmatischen Gesteinen.
Marinelli trug maßgeblich zur Erforschung der Entstehung der magmatischen Provinz des Tertiärs und Quartärs in der Toskana und in den kalihaltigen magmatischen Provinzen des Latiums bei, wobei er als erster die Entstehung durch Krustenanatexis nachwies. Seine Forschungsinteressen erweiterten sich von der Petrographie auf das breitere Feld der Vulkanologie. Marinelli entwickelte intensive berufliche und persönliche Beziehungen zu Alfred Rittmann, Haroun Tazieff, Pierre M. Vincent und zahlreichen anderen Wissenschaftlern in aller Welt. Nach dem Tod von Stefano Bonatti (1902–1968) leitete er von 1968 bis 1977 das Institut für Mineralogie und Petrographie an der Universität Pisa und von 1967 bis 1977 das Internationale Institut für Vulkanologie am Consiglio Nazionale delle Ricerche in Catania, zu dessen Mitbegründern er gehörte. In Pisa und Catania gründete er zwei Schulen für Petrographie und Vulkanologie. Fünf seiner Studenten wurden später Professoren an verschiedenen italienischen Universitäten. Während seiner Lehrtätigkeit erlangte er ein hohes pädagogisches Niveau, als er die Analyse von Gesteinsproben mittels eines Polarisationsmikroskops unterrichtete.
Marinelli förderte und leitete in den 1970er Jahren zahlreiche wissenschaftliche Projekte in Italien und im Ausland, darunter im vulkanischen Inselbogen der Ägäis, in der Toskana, in Arabien, in Jordanien, im Roten Meer, in Dschibuti, im Rift Valley und in der Afar-Senke in Äthiopien. Diese Projekte haben zahlreiche bedeutende Beiträge zur Erforschung der Entstehung von Magmen in verschiedenen tektonischen Umgebungen sowie zum Verständnis der Beziehungen zwischen Vulkanismus und Geodynamik geliefert.
Sein Interesse an experimentellen Studien veranlasste ihn, sich mit Fragestellungen der angewandten Wissenschaft auseinanderzusetzen, wie beispielsweise mit der Entstehung von mineralischen und uranhaltigen Lagerstätten.
Von den Universitäten Genf und Brüssel (wo er mehrere Jahre lang einen Kurs in Bergbau unterrichtete) erhielt er die Ehrendoktorwürde für Bergbauingenieurwesen. Sein jüngstes Interessensgebiet war die Geothermie. 1984 verließ er den Lehrstuhl für Petrographie und leitete den ersten und bis dahin einzigen Lehrstuhl für Geothermie in Italien. Marinelli entwickelte erfolgreiche Methoden zur Erkundung von geothermischen Feldern, die später in vielen Gebieten in Afrika, Griechenland, der Türkei, Indonesien und Lateinamerika angewandt wurden.
Am 1. November 1992 ging Marinelli in den Ruhestand. Er starb am 28. März 1993 nach langer Krankheit. Er war unverheiratet.

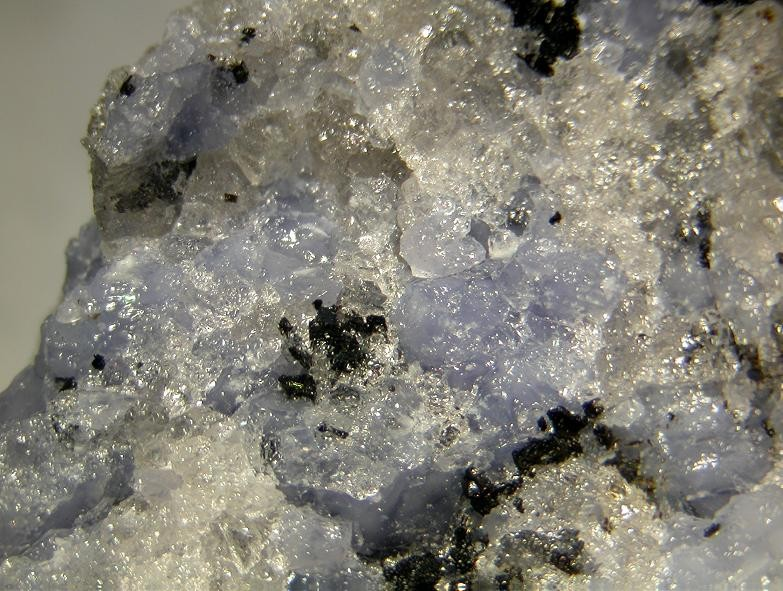
Das Mineral Marinellit trägt Giorgio Marinellis Namen

## Dedikationsnamen
2003 benannten Elena Bonaccorsi und Paolo Orlandi das Feldspat-Mineral Marinellit zu Ehren von  Giorgio Marinelli.